# Campagne-lès-Guines
Campagne-lès-Guines és un municipi francès situat al departament del Pas de Calais i a la regió dels Alts de França. L'any 2007 tenia 454 habitants.

## Demografia

### Població
El 2007 la població de fet de Campagne-lès-Guines era de 454 persones. Hi havia 156 famílies de les quals 36 eren unipersonals (4 homes vivint sols i 32 dones vivint soles), 28 parelles sense fills, 84 parelles amb fills i 8 famílies monoparentals amb fills.
La població ha evolucionat segons el següent gràfic:
Habitants censats

### Habitatges
El 2007 hi havia 178 habitatges, 155 eren l'habitatge principal de la família, 7 eren segones residències i 16 estaven desocupats. Tots els 177 habitatges eren cases. Dels 155 habitatges principals, 124 estaven ocupats pels seus propietaris, 29 estaven llogats i ocupats pels llogaters i 2 estaven cedits a títol gratuït; 3 tenien dues cambres, 9 en tenien tres, 32 en tenien quatre i 111 en tenien cinc o més. 128 habitatges disposaven pel capbaix d'una plaça de pàrquing. A 53 habitatges hi havia un automòbil i a 87 n'hi havia dos o més.

### Piràmide de població
La piràmide de població per edats i sexe el 2009 era:
| Homes | Edats   | Dones |
| ----- | ------- | ----- |
| 0     | 95 o +  | 0     |
| 0     | 90 a 94 | 0     |
| 0     | 85 a 89 | 4     |
| 4     | 80 a 84 | 0     |
| 8     | 75 a 79 | 12    |
| 0     | 70 a 74 | 20    |
| 12    | 65 a 69 | 4     |
| 8     | 60 a 64 | 8     |
| 4     | 55 a 59 | 12    |
| 16    | 50 a 54 | 12    |
| 4     | 45 a 49 | 8     |
| 16    | 40 a 44 | 20    |
| 16    | 35 a 39 | 24    |
| 20    | 30 a 34 | 12    |
| 8     | 25 a 29 | 16    |
| 24    | 20 a 24 | 4     |
| 28    | 15 a 19 | 12    |
| 32    | 10 a 14 | 16    |
| 24    | 5 a 9   | 16    |
| 8     | 0 a 4   | 16    |

## Economia
El 2007 la població en edat de treballar era de 288 persones, 194 eren actives i 94 eren inactives. De les 194 persones actives 175 estaven ocupades (104 homes i 71 dones) i 19 estaven aturades (10 homes i 9 dones). De les 94 persones inactives 23 estaven jubilades, 43 estaven estudiant i 28 estaven classificades com a «altres inactius».

### Ingressos
El 2009 a Campagne-lès-Guines hi havia 163 unitats fiscals que integraven 464,5 persones, la mediana anual d'ingressos fiscals per persona era de 18.721 €.

### Activitats econòmiques
Dels 8 establiments que hi havia el 2007, 3 eren d'empreses de construcció, 2 d'empreses d'hostatgeria i restauració, 2 d'empreses de serveis i 1 d'una empresa classificada com a «altres activitats de serveis».
Dels 2 establiments de servei als particulars que hi havia el 2009, 1 era una lampisteria i 1 perruqueria.
L'any 2000 a Campagne-lès-Guines hi havia 8 explotacions agrícoles que ocupaven un total de 345 hectàrees.

## Equipaments sanitaris i escolars
El 2009 hi havia una escola elemental.

## Poblacions més properes
El següent diagrama mostra les poblacions més properes.